# Courroux
Courroux (Duits: Lüttelsdorf) is een gemeente en plaats in het Zwitserse kanton Jura, en maakt deel uit van het district Delémont.
Courroux telt 2979 inwoners.